# Pisztácia
A pisztácia vagy pisztáciafa (Pistacia) a szömörcefélék (Anacardiaceae) családjába tartozó nemzetség. Legismertebb faja a Pistacia vera, amelynek olajokban gazdag magját fogyasztják.

## Termesztése
Különböző fajait a Földközi-tenger térségében a Kanári-szigetekig, Közép-Ázsiában egészen Kínáig és Észak-Amerikában (Mexikó és Texas) termesztik.
A Pistacia vera fajt ehető magjáért termesztik. Ültetése magról történik, jó vízelvezetésű talajba, kb. 2 cm mélyre. A csírázáshoz folyamatos melegre és lehetőleg sok napfényre van szüksége. Ilyenkor nagyon kis mértékben igényel vizet, és nem szereti a párás környezetet, mert a mag túl nedves közegben könnyen rothadásnak indul. Csírázás után enyhén nedvesen kell tartani a földjét.
A híoszi pisztácia (Pistacia lentiscus) gyantája a masztix, amit nemcsak füstölőkben és ragasztóanyagnak használtak már az ókorban is, de a jellegzetes görög masztika bort is ezzel ízesítik. A ciprusi terpentinfa (Pistacia terebinthus) és a palesztinai terpentinfa (Pistacia palaestina) gyantájából terpentint párolnak le.

## Fajok
- Pistacia aethiopica Kokwaro
- Pistacia afghanistania
- Pistacia atlantica Desf.
- Pistacia chinensis Bunge
- Pistacia cucphuongensis Dai
- Pistacia eurycarpa Yalt.
- Pistacia integerrima J.Stewart
- Pistacia khinjuk Stocks
- híoszi pisztácia (Pistacia lentiscus) L.
- Pistacia malayana M.R.Henderson
- Pistacia mexicana Kunth
- palesztinai terpentinfa (Pistacia palaestina)Boiss.
- Pistacia texana Swingle
- ciprusi terpentinfa (Pistacia terebinthus) L.
- Pistacia vera L.
- Pistacia weinmannifolia J.Poiss. ex Franch.